# DME
Naprava za merjenje razdalj (angleško distance measuring equipment (DME)) je radionavigacijska naprava, ki meri razdaljo od letala do zemeljskega oddajnika. DME sistem sestoji iz UHF interogatorja (oddajnika/sprejemnika) na letalu in UHF transponderja (sprejemnika/oddajnika) na tleh. Pri večini drugih radionavigacijskih napravah letalo samo sprejema radijske signale od oddajnika, pri DME pa letalo in oddajnik med seboj komunicirata. Zato je tudi pri DME omejeno število letal, ki jo lahko hkrati uporabljajo in sicer med 100-200. 
Napravo je izumil avstralec James Gerry Gerrand. 
Natančnost DME je okrog ±185 m oz. desetinka navtične milje. DME ima tudi omejen doseg, odvisen je od nadmorske višine oddajnika in od višine na kateri leti letalo. 
DME antene se po navadi uporablja hkrati z drugimi radionavigacijskimi sistemi npr. VOR, TACAN ali pa ILS.
DME naprava meri direktno razdaljo ("slant" range) do oddajnika, npr. če se letalo nahaja 12000 čevljev (2 navtični milji) direktno nad DME oddajnikom, bo indikator kazal razdaljo 2 navtični milji. 
DME navigacija je bila precej bolj uporabna, dokler še ni bilo na voljo GPS navigacije. GPS je dosti bolj natančen in praktičen, lahko meri do razdaljo do katerekoli točke (ne samo od oddajnika) in ni omejen na zemeljske oddajnike, in lahko deluje po vsem svetu. Kljub temu DME še vedno ostaja v uporabi. 